# Torre del Moro
Torre del Moro ("La Tòra de' Môr" in romagnolo) è una frazione di Cesena, situata a nord-ovest del Comune, nel quartiere Oltresavio.

## Geografia fisica
Conta oltre 3 000 abitanti, e con il progressivo sviluppo residenziale degli ultimi decenni è stata in parte assorbita dal tessuto urbano, passando da frazione nella prima campagna a zona periferica della città.

## Storia
Il toponimo probabilmente è legato alla presenza nei dintorni di Cesena, nei secoli passati, di diverse torri di avvistamento per segnalare l'arrivo di incursioni nemiche (Mori erano chiamati i Saraceni).
All'inizio del Novecento la località presentava tre distinti piccoli borghi separati da campagna: 
- Purgnòl, nell'attuale via Cattaneo, che prendeva il nome da un importante caffè, luogo di sosta dei viaggiatori lungo la via Emilia;
- Cisìna, nei pressi della chiesa,  intitolata a Santa Maria Immacolata;
- Budghìn ("botteghino"), sulla via San Cristoforo adiacente alla ferrovia, dove si trovava un negozio di alimentari; nella toponomastica ufficiale venne denominato Case Scuola Vecchia.

Lungo l'attuale via Ilaria Alpi erano in funzione, fino agli anni Settanta del Novecento, due forni a torre che producevano calce, in seguito abbattuti. Fra le attuali via Cattaneo e Romea era attivo, fino agli inizi del secolo XXI, uno storico circolo ricreativo del PRI comprendente anche una pista da ballo.
Negli anni 1950 venne aperta la via Romea, che unì la zona dell'Istituto tecnico Agrario con la via Dismano. Si avviò così, nei venti anni successivi, un'estesa edificazione lungo la via Emilia, e tutta la zona Purgnol divenne un'area urbana e non più una frazione. Negli anni 1970 venne realizzato il grande complesso residenziale denominato "Colosseo".
All'inizio degli anni 1980 la campagna fra Cisina e Case Scuola Vecchia, a est della via San Cristoforo venne interamente trasformata in area artigianale con una rete di nuove strade e capannoni, in continuità con l'adiacente area di Pievesestina. L'edificazione della nuova sede provinciale della Confartigianato, che si va a sommare ad un nuovo centro commerciale e a un complesso residenziale formato da due torri condominiali, hanno mutato sensibilmente l'aspetto della zona.

## Sport
L'ASD Torre del Moro era una società sportiva molto attiva soprattutto nel settore giovanile, fondata nel 1974 da Fulvio Valzania (al quale è intitolato il campo da gioco), suo primo presidente della società. È confluita nella ASD Torresavio.